# Gulangpongge
Gulangpongge is een bestuurslaag in het regentschap Pati van de provincie Midden-Java, Indonesië. Gulangpongge telt 2016 inwoners (volkstelling 2010).